# Tâm kịch
Tâm kịch là một phương pháp tâm bệnh học, trong đó các thân chủ sử dụng các kịch bản tự sinh, trò chơi nhập vai và tự trình diễn để khảo xét và nhận hiểu đời sống nội tâm của mình. Được phát triển bởi bác sĩ Jacob L. Moreno (1889 – 1974). Tâm kịch bao gồm các yếu tố thuộc sân khấu kịch, thường được sắp xếp trong một kịch cảnh có dùng tới các đạo cụ sân khấu. Bằng cách tái tạo lại các tình huống thực tế trong đời sống và trình diễn lại, người bệnh có cơ hội để đánh giá lại các hành vi của mình và hiểu sâu sắc hơn một tình huống đặc thù trong cuộc sống của mình. Tâm kịch có thể áp dụng trong các hoạt động lâm sàng và trị liệu tập thể, và thường hay được ứng dụng vào trong một kịch bản nhóm, trong đó mỗi người trong nhóm có thể trở thành một tác nhân trị liệu cho kịch bản của người khác.

## Thành phần
- Nhân vật chính (Protagonist) - người hay những người được chọn để đại diện cho chủ đề của nhóm.
- Nhân vật phụ (Auxiliary egos) - các thành viên trong nhóm đóng vai phụ khác trong vở kịch.
- Dự khán (Audience) - các thành viên trong nhóm chứng kiến vở kịch và đại diện cho thế giới rộng lớn bên ngoài.
- Sân khấu (Stage) - nơi diễn ra vở kịch (phòng trị liệu).
- Đạo diễn (Director) - NTL hướng dẫn những người tham gia qua mỗi giai đoạn của buổi trị liệu.

## Giai đoạn
Một buổi trị liệu tâm kịch thường kéo dài từ 90-120 phút, gồm ba giai đoạn:
- Giai đoạn 1: Khởi động (Warm-up). Xác định chủ đề của nhóm và lựa chọn nhân vật chính.
- Giai đoạn 2: Diễn (Action). Vấn đề được chuyển vào trong kịch và nhân vật chính khám phá ra những cách thức mới trong việc giải quyết vấn đề.
- Giai đoạn 3: Chia sẻ (Sharing). Các thành viên trong nhóm được mời bộc lộ những suy nghĩ, cảm tưởng của mình về vai diễn của nhân vật chính.

## Kỹ thuật
- Đóng thế (Doubling): Một thành viên trong nhóm thay thế vai diễn của nhân vật chính, đứng sau nhân vật chính và nói lên những điều nhân vật chính có thể muốn nói hoặc không muốn nói (giấu giếm) - cá nhân có thể nghe được những điều phản ánh cái họ cảm thấy hoặc suy nghĩ.
- Đảo vai (Role reversal): Nhân vật chính được yêu cầu đổi vai với người khác (nhân vật phụ) trong buổi trị liệu - cá nhân có thể trải nghiệm các khía cạnh khác nhau của tình huống và chứng kiến được hành vi phản ứng của người khác.
- Soi gương (Mirror): Nhân vật phụ diễn hành vi của nhân vật chính, nhân vật chính đóng vai trò làm người quan sát - nhân vật chính bị ức chế, cần có một người khác diễn lại cách ứng xử của nhân vật chính, từ đó gây ra các phản ứng của cá nhân.
- Độc thoại (Soliloquy): Nhân vật chính vừa đi đi lại lại và diễn xuất vừa một mình nói lên cảm nghĩ của mình.
- Chiếc ghế trống (The empty chair): Nhân vật chính nói với chiếc ghế những điều muốn nói trong lòng, chiếc ghế tượng trưng cho người, sự việc...đang khiến nhân vật chính bị ức chế.